# 姜邯赞
姜邯赞（948年—1031年）是高丽国時代的官员和军事指挥官。官至门下侍中，高丽文宗追赠他为守太師兼中書令。

## 早年
姜邯赞948年出生于衿州（今首尔冠岳區）的贵族家庭。姜邯赞的父亲是高丽官员，曾帮助高丽太祖王建统一朝鲜半岛，并受嘉奖。据说姜邯赞出生的那一天，一颗陨石落入他家的院中。来访的高丽定宗的顾问见此景后认为此人以后必有大的作为。姜邯赞的出生地目前叫作“落星垈”， 位于首尔地铁2号线落星垈站附近。
虽然姜邯赞儿时身材相对弱小，但却显示很强的领导才华与忠心。7岁的时候，他的父亲就开始教他儒学，军事理论和武艺。964年，姜邯赞的父亲去世后，姜邯赞开始在高丽各地巡游。983年，姜邯赞36岁那年，他在科举考试中举而成为高丽官员。992年，姜邯赞被任命为高丽王朝礼官侍郎，进入高丽宫中任职。

## 高丽契丹战争
姜邯赞在高丽契丹战争中起到了很重要的作用。
1009年，高丽发生军变。康肇杀死高丽穆宗，拥立穆宗堂叔王詢为王，即高丽显宗。次年，辽圣宗趁机以为穆宗报仇为由，率40万契丹大军攻打高丽。康肇被契丹活捉后处死。得知康肇的死讯，姜邯赞建议显宗离开開京王宫，在罗州等待时机反攻。契丹占领開京后，高丽开始对契丹偷袭。由于战线拉得太长，军队补给没有保证，辽圣宗担心高丽会反攻于是决定向北撤退。高丽借机追击契丹。姜邯赞在第二次高丽契丹战争后被提拔为门下侍中。
1018年，契丹发兵10万再次攻打高丽。考虑到上次契丹入侵给高丽带来的严重破坏，许多高丽官员建议显宗与契丹讲和。姜邯赞看到契丹此次来犯兵力要比上一次小， 于是建议显宗对契丹宣战。71岁高龄的姜邯赞还请命亲自率兵抵挡契丹军。姜邯赞令人在河上筑坝蓄水。在契丹军队正在过河之时，姜邯赞下令放水。契丹军队伤亡惨重。契丹并未因此而放弃，继续攻打高丽，不过最终不敌高丽大军。契丹军队被姜邯赞击败，几乎全军覆灭。公元1019年（顯宗10年，辽开泰8年，宋天禧3年）8月战端再起，契丹遣郎君曷不吕等率诸部兵会大军同讨高丽，高丽立即遣使乞供方物，求和。更于次年释放耶律资忠，并上表请称蕃纳贡，契丹遂允其请。